# T. Casey Brennan

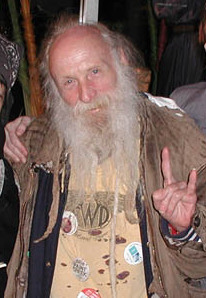
T. Casey Brennan (2009)

T. Casey Brennan o Terrance Casey Brennan (11 de agosto de 1948) es un autor estadounidense de comics.
Durante los años 1970, escribió para los cómics de horror en blanco y negro de Warren como Creepy, Eerie y Vampirella. También trabajó para la publicación Casa del Misterio de DC Comics y Red Circle Sorcery para  Archie Comics
Durante los 80s, Brennan hizo campaña para prohibir la aparición de gente fumando en los cómics, lo que llevó al entonces gobernador de Arkansas, Bill Clinton, a emitir una proclama declarando a enero de 1990 como "El mes de T. Casey Brennan"
En un gesto artístico, se ha declarado autor del asesinato de John F. Kennedy siendo víctima del programa MK Ultra de la CIA.